# 아이도저
아이도저(en: I-Doser)는 소리를 이용하여 뇌의 특정 부위에 자극을 주는 프로그램을 말한다. 제작자는 아이도저가 기분이나 정신 상태에 영향을 주고 진통 보조제로 활용될 수 있다고 하지만 안전성과 효과에 대해서 어떠한 형식적인 연구나 입증도 이루어지지 않았다. 윈도우에서 구동되며, '닉 애쉬톤'이 개발했다. 여러 가지 상품이 있는데 대부분 '필로폰', '코카인' 등의 마약 이름을 하고있으며, 오르가즘 등의 제품도 있다. 제작사측은 마약을 할때와 같은 기분을 느낄 수있다고 하지만, 자세한 연구는 이루어지지 않았다. 그러나 마약을 지향하는 소리라는 점에서 중독성 등에 대한 우려가 나오기 시작했고 대한민국에서는 이 제품의 유통의 금지를 추진하기에 이른다.